# Antonio Botteri
Antonio Botteri (1935. - 2012.), hrvatski fotograf, kroničar, kulturni djelatnik, dokumentarist, jedan od utemeljitelja Društva za uljepšavanje i unaprjeđenje Staroga Grada.
Od 1938. bio je član Gradske glazbe. Sudjelovao je 1954. godine u osnivanju Turističkog društva, kojem je bio bio dugogodišnjim tajnikom. Povremeno je radio i s bivšim Centrom za zaštitu kulturne baštine otoka Hvara. I sin Petar Botteri i unuk Toni također se bave fotografijom, te obiteljski fotoarhiv sadrži više desetaka tisuća fotografija, mahom povijesnih. Botteri je organizirao šest izložbi svojih dokumentarnih fotografija. O Botteriju su pisale tiskovine i o njemu su snimane televizijske emisije.

## Djela
Napisao je pet knjiga sjećanja o zanimljivim ljudima svoga grada i o događanjima u gradu tijekom 20. stoljeća.
- Srinjo kola moje mladosti, 2000.[2]
- Stari Grad nekada : sjećanja na ljude i događaje, 2003.[2]
- Likovi i slike : listovi starogrojske kronike XX. stoljeća, 2005.[2][3]
- Događaji i zanimljive osobe iz prošlosti Staroga Grada, 2007.[2][4][5]

## Nagrade i priznanja
- 1999.: osobna nagrada Grada Staroga Grada za izniman doprinos sveukupnom bilježenju i očuvanju povijesne baštine[1]